# Merkurhuset
Merkurhuset  eller Affärshuset Merkur är en kontorsfastighet belägen på Skeppsbron i Göteborg. Huset uppfördes 1898–1899 och ligger i Kvarteret Merkurius och har fastighetsbeteckningen Inom Vallgraven 49:1. Byggnaden är det äldsta kvarvarande huset på Skeppsbron. Huset ritades av arkitekten Ernst Krüger. En tillbyggnad ritad av Bornstein Lyckefors arkitekter uppfördes 2019–2022 och vann 2022 års Kasper Salin-pris.

## Arkitektur och historik

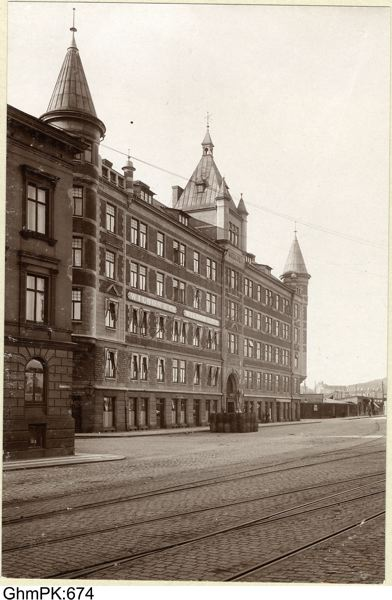
Merkurhuset på ett fotografi från 1901. (Göteborgs Stadsmuseum).

Merkurhuset uppfördes som en kontorsfastighet där framförallt rederier hade sina kontor.. Merkurhusets arkitekt och ägare var arkitekten Ernst Krüger som 1896 inköpte tomterna och 1898-99 lät uppföra denna storstilade kontorsbyggnad där inflyttning startade i april 1899. Byggnaden inköptes 1918, av rederiet Svenska Lloyd, och dessa tillsammans med flera andra rederier, utgjorde främst byggnadens olika hyresgäster. Ett minne från rederitiden är biljettdiskarna som finns i lokalerna på första våningen.

### Exteriör
Huset har en fasad uppbyggda av en mängd olika material, som ger det en kraftig kontrastverkan. Detta tillsammans med det sena 1800-talets historiserande formelement såsom exempelvis hängtorn och burspråk skapar en lekfull och livlig fasad.
Själva fasaden är utförd i en ljusröd slätputs med stora inslag av huggen natursten. Själva bottenvåningen och sockeln är i granit och kalksten. De två runda hängtornen tillsammans med den tornprydda centralt placerade frontonen ger byggnaden ett symmetrisk utseende. Entréporten är utförd i fernissad ljus ek, med  glasade sidoljus och överljus. Ljusinsläppen är smårutiga. Själva entréportalen är i huggen granit.

### Interiör
Trapphuset bevarar i stort sitt utseende från byggnadstiden. Trapploppet är svängt upp genom byggnaden, och det bevarar dekorativa ledstänger i trä, smide och gjutjärn. planstegen är i sten, medan vilplanen är utförda med keramiska plattor i dekorativa mönster.

## Skydd i detaljplan
Merkurhuset har märkning Q1 i detaljplanen för området, vilket inkluderar ett rivningsförbud.

## Bildgalleri

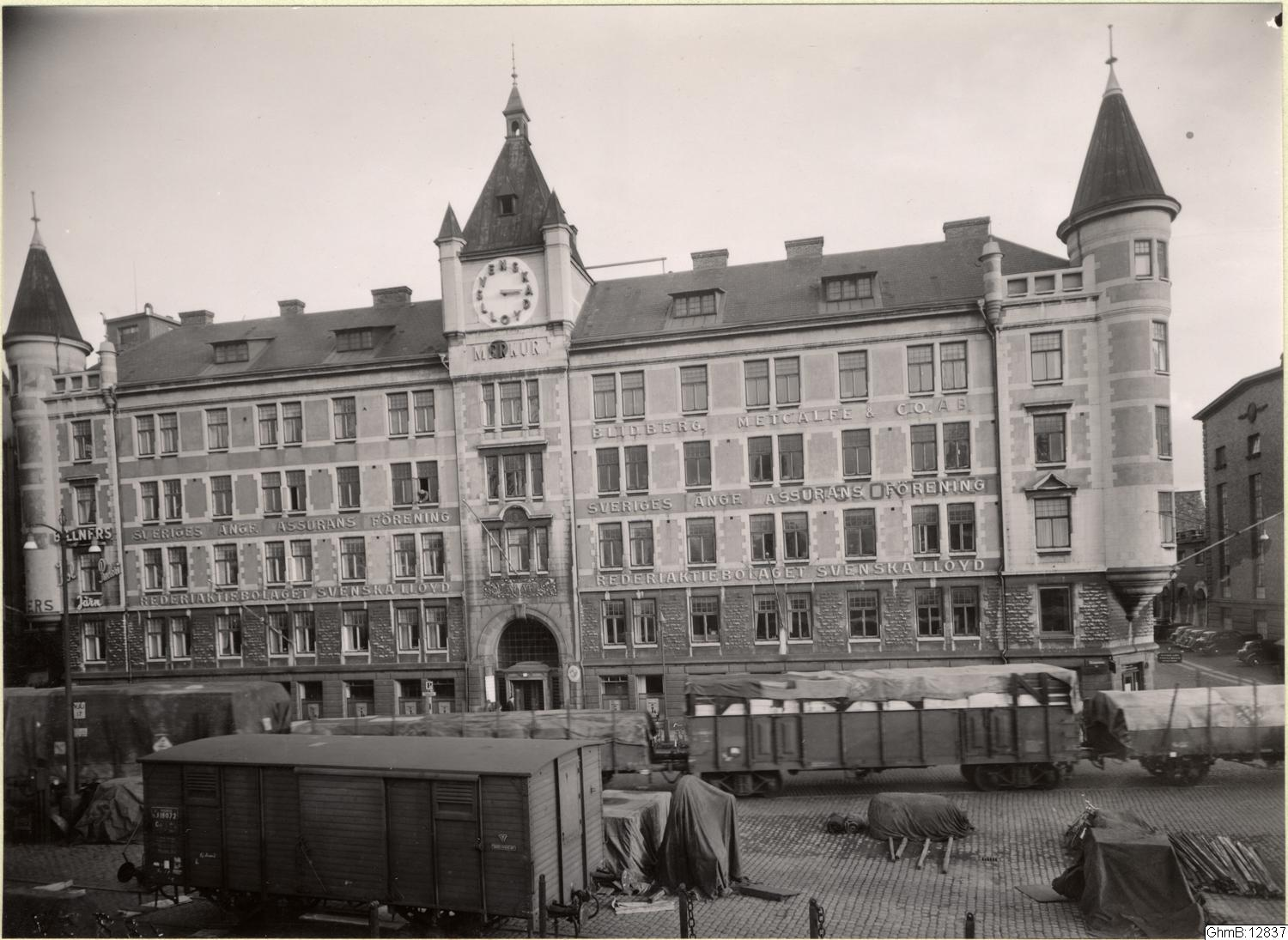
Merkurhuset på ett fotografi från 1947 av Sven Sjöstedt. (Göteborgs Stadsmuseum).
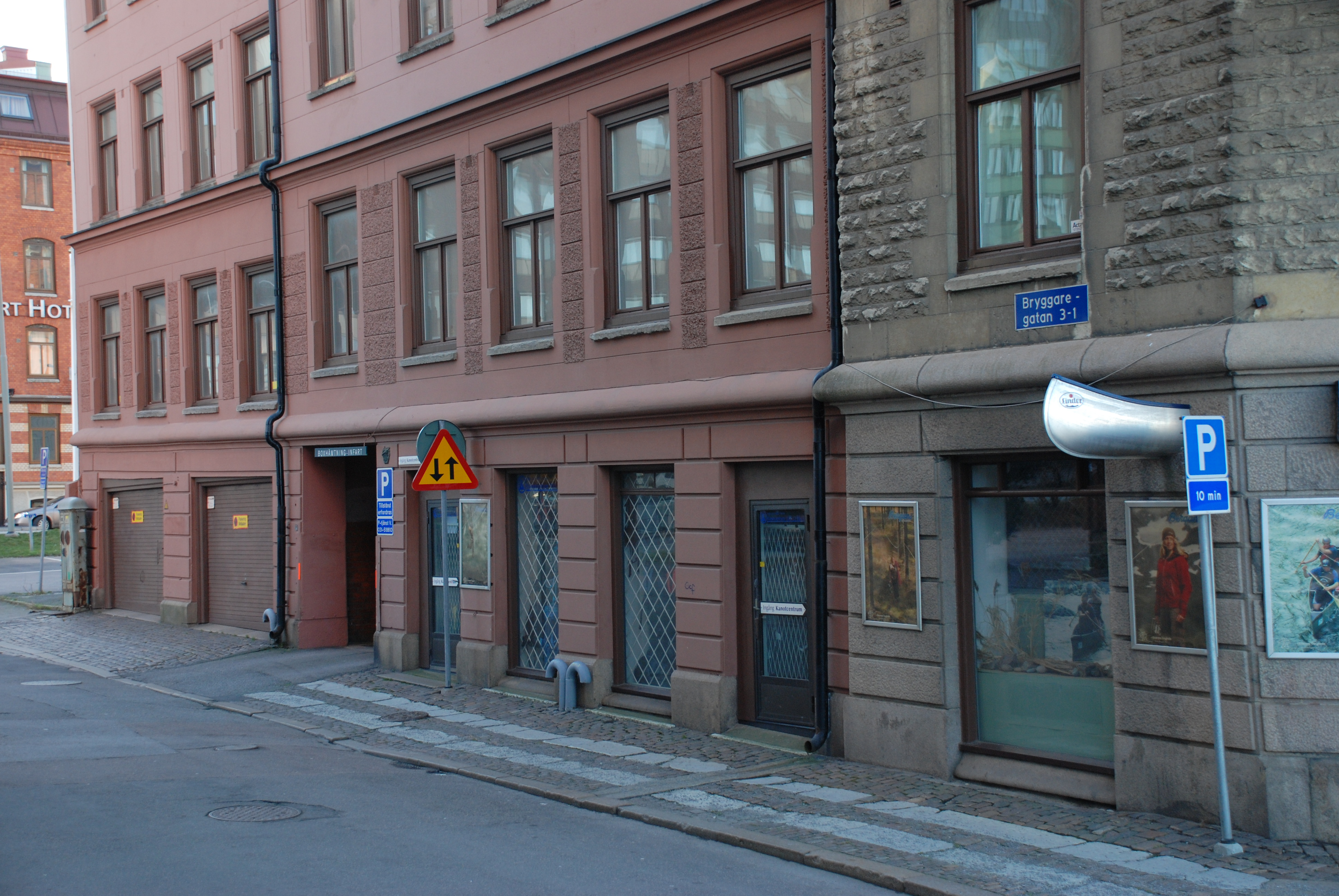
Detalj av Merkurhusets bottenvåning mot Bryggaregatan.
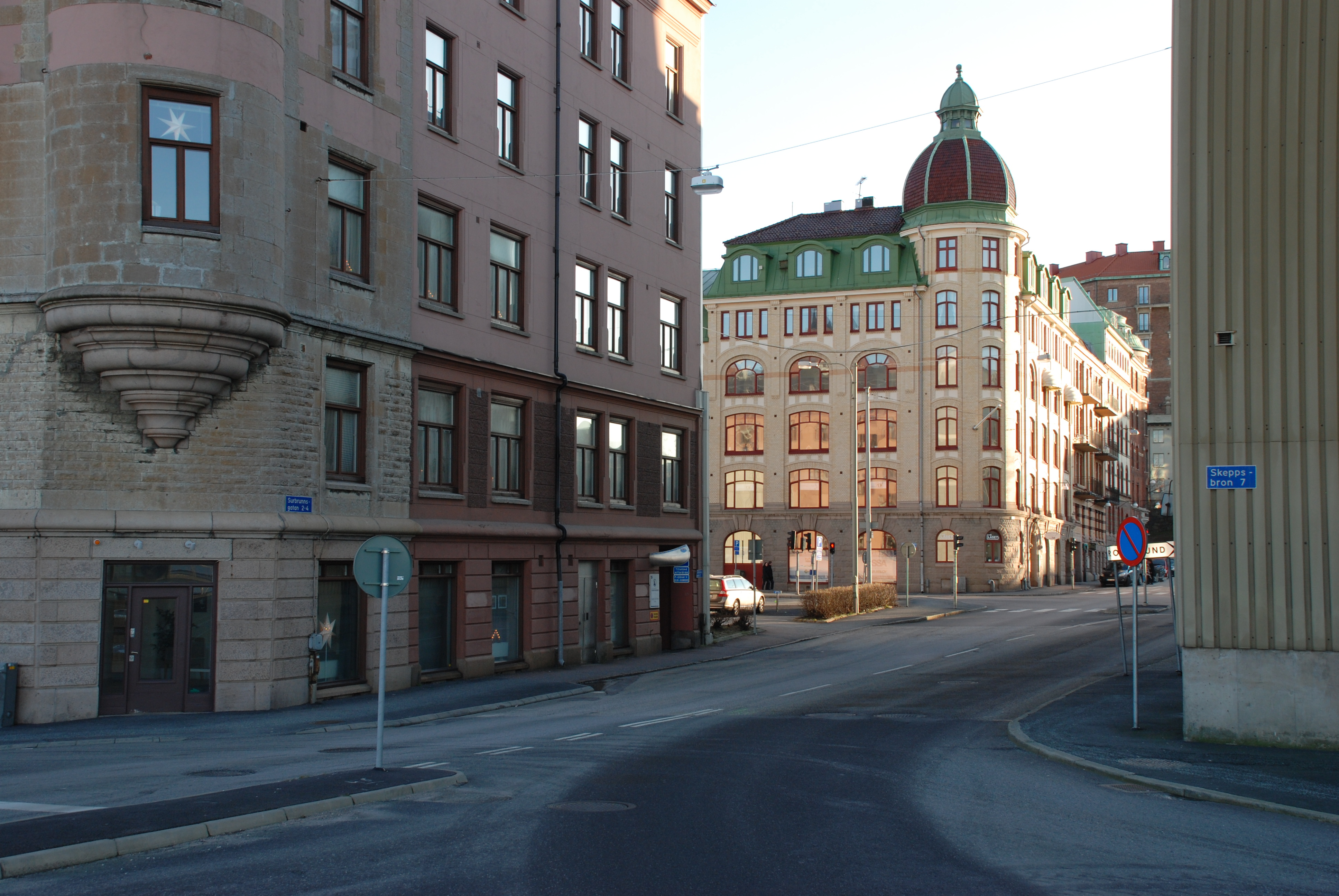
Detalj av Merkurhusets bottenvåning mot Surbrunnsgatan.
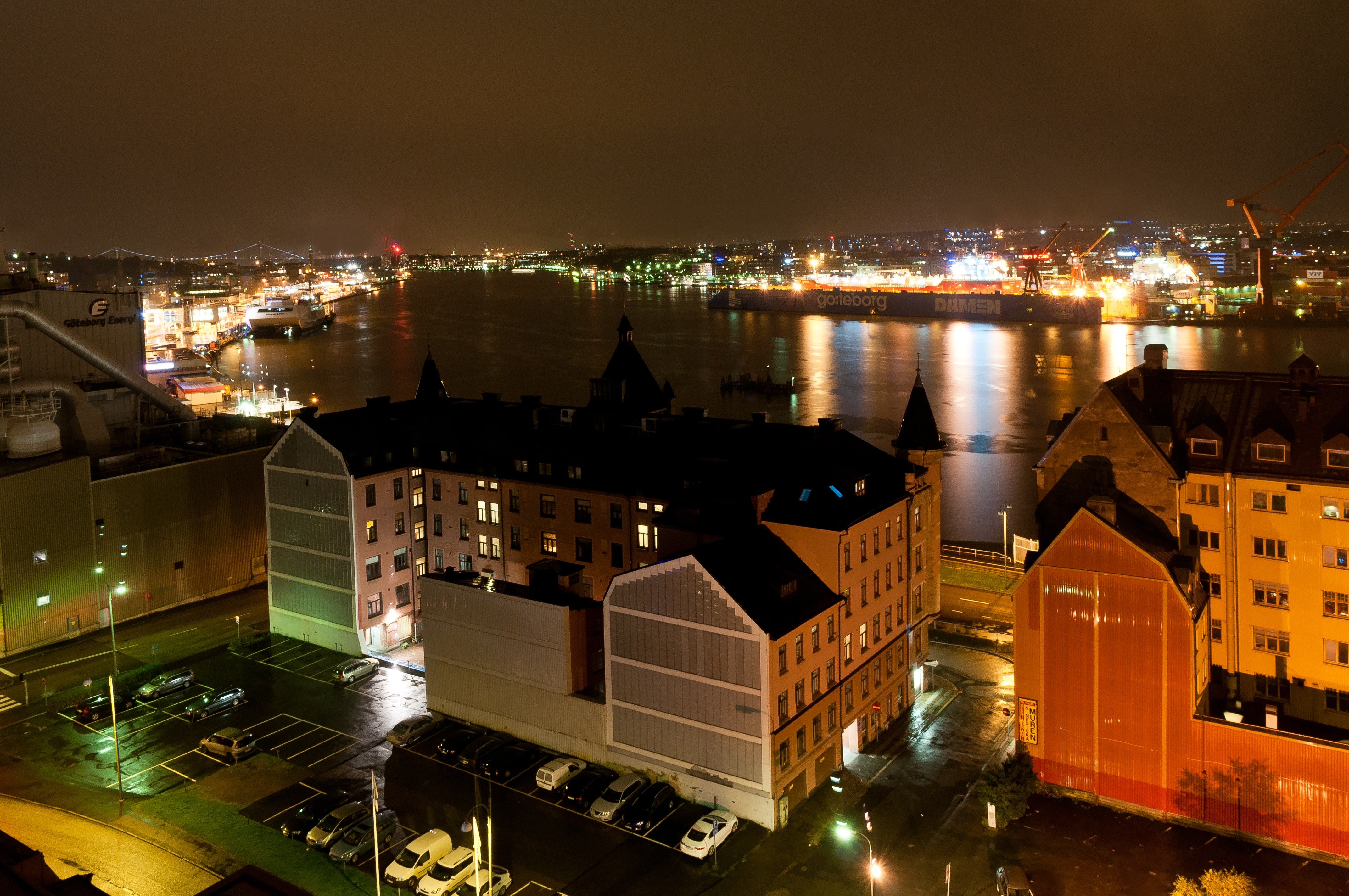
Baksidan av Merkurhuset.
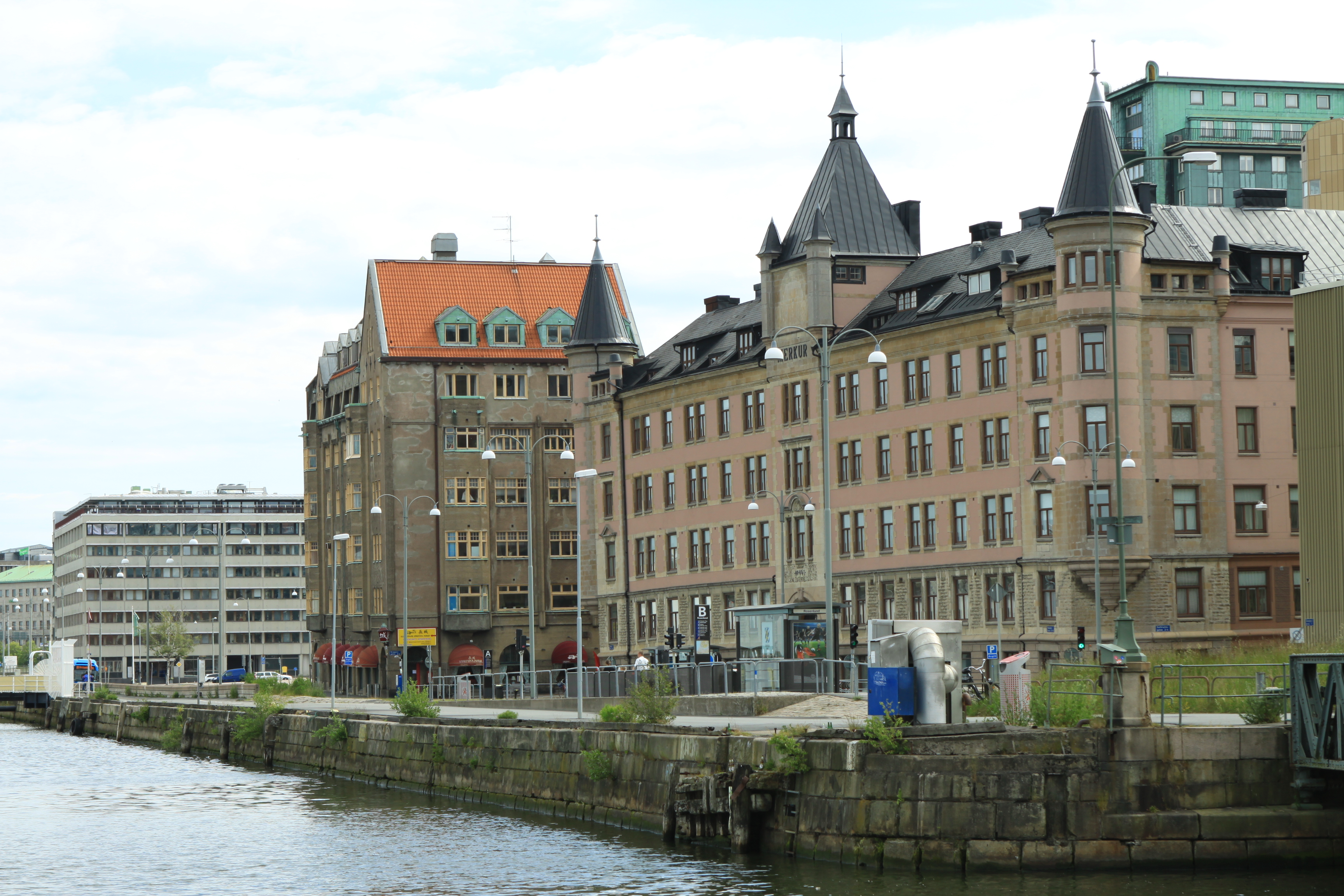
Merkurhuset med huset Kinesiska muren i bakgrunden.
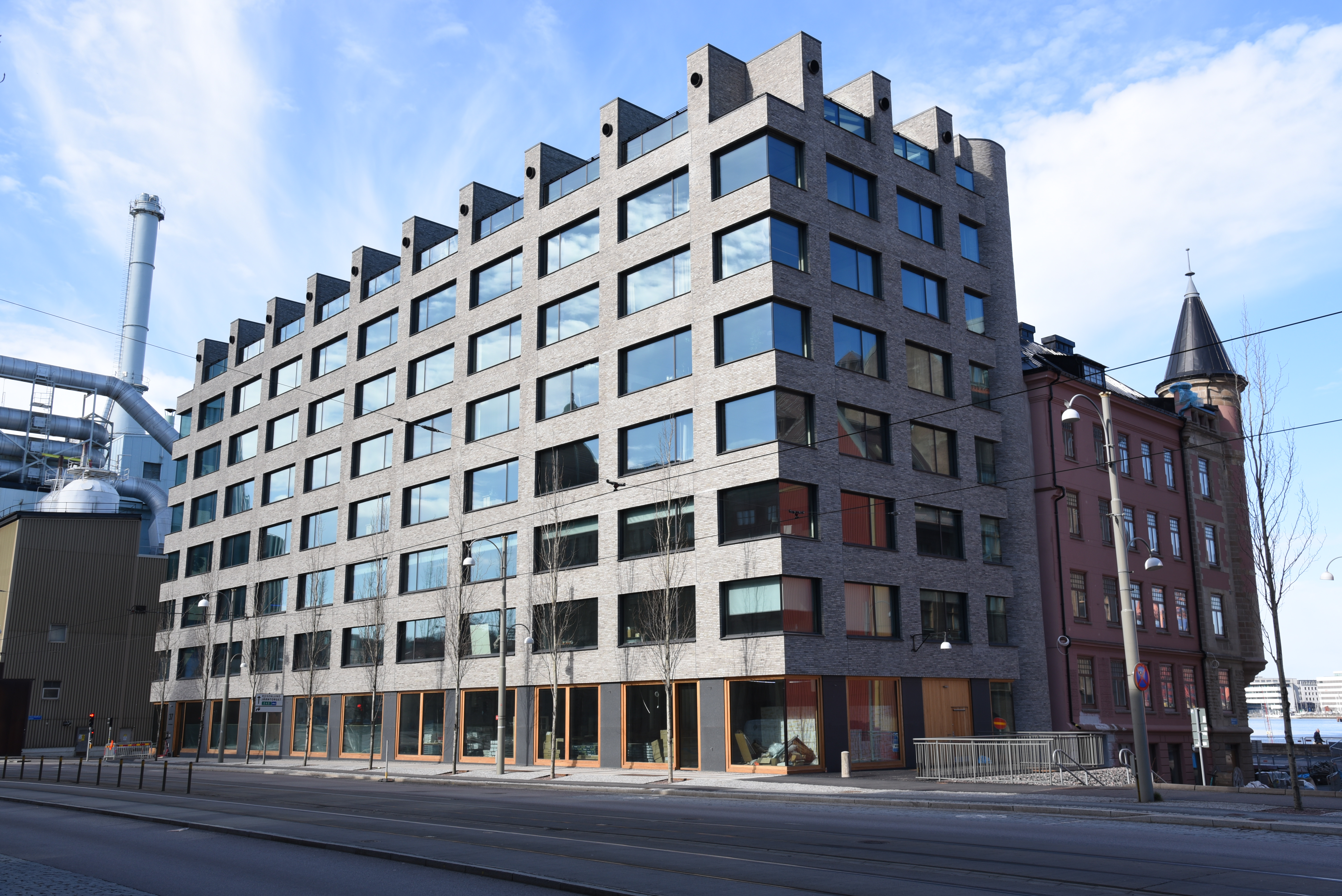
Tillbyggnaden mot Stora Badhusgatan.